# Pałecznica szczecinkowotrzonowa
Pałecznica szczecinkowotrzonowa (Typhula setipes (Grev.) Berthier) – gatunek grzybów z rodziny pałecznicowatych (Typhulaceae).

## Systematyka i nazewnictwo
Pozycja w klasyfikacji według Index Fungorum: Typhula, Typhulaceae, Agaricales, Agaricomycetidae, Agaricomycetes, Agaricomycotina, Basidiomycota, Fungi.
Po raz pierwszy opisał go Robert Kaye Greville w 1822 r., nadając mu nazwę Pistillaria setipes (bazonim), którą w tym samym dziele poprawił na Clavaria setipes (Grev.) Grev.. Obecną nazwę nadał mu Jacques Berthier w 1976 r.. Niektóre inne synonimy:
- Typhula grevillei Fr. 1838
- Typhula gyrans (Batsch) Fr. 1821

Franciszek Błoński w 1896 r. nadał mu polską nazwę „macnik Grevillego”, zamiast której Władysław Wojewoda w 2003 r. zaproponował „pałecznica szczecinkowotrzonowa”.

## Morfologia
Bazydiokarp (owocnik) o wysokości 0,1–1 cm, maczugowaty do owalnego, o szerokości do 1 mm, biały, z wyraźną główką i trzonem. Trzon biały, czasami brązowiejący przy podstawie, owłosiony lub gładki. Wysyp zarodników biały. Zarodniki 7–10,5 × 3–4,5 µm, elipsoidalne. Na strzępkach brak sprzążek.

## Występowanie i siedlisko
Występuje w Ameryce Północnej, Europie, Azji i na Nowej Zelandii. W Polsce W. Wojewoda w 2003 r. przytoczył 5 stanowisk, podano je także w późniejszych latach, a najbardziej aktualne podaje internetowy atlas grzybów. Znajduje się w nim na liście gatunków zagrożonych i wartych objęcia ochroną, według innych źródeł jest to gatunek dość częsty.
Saprotrof występujący na ogonkach liściowych opadłych na ziemię i butwiejących liściach klonów i innych drzew liściastych, głównie olch i topoli.